# Caroline Rotich
Pour les articles homonymes, voir Rotich.
Caroline Rotich (née le 13 mai 1984) est une athlète kényane, spécialiste des courses de fond.

## Biographie
En 2015, elle remporte le marathon de Boston dans le temps de 2 h 24 min 55 s.

### Palmarès
| Date | Compétition           | Lieu      | Résultat | Épreuve  | Performance     |
| ---- | --------------------- | --------- | -------- | -------- | --------------- |
| 2010 | Marathon de New York  | New York  | 8e       | Marathon | 2 h 29 min 46 s |
| 2011 | Marathon de Boston    | Boston    | 4e       | Marathon | 2 h 24 min 26 s |
| 2011 | Marathon de New York  | New York  | 7e       | Marathon | 2 h 27 min 6 s  |
| 2012 | Marathon de Chicago   | Chicago   | 5e       | Marathon | 2 h 23 min 22 s |
| 2013 | Marathon de Prague    | Prague    | 1re      | Marathon | 2 h 27 min 0 s  |
| 2014 | Marathon de Tokyo     | Tokyo     | 4e       | Marathon | 2 h 24 min 35 s |
| 2015 | Marathon de Boston    | Boston    | 1re      | Marathon | 2 h 24 min 55 s |
| 2015 | Marathon de São Paulo | São Paulo | 1re      | Marathon | 2 h 35 min 51 s |

### Records
| Épreuve  | Performance     | Lieu    | Date           |
| -------- | --------------- | ------- | -------------- |
| Marathon | 2 h 23 min 22 s | Chicago | 7 octobre 2012 |